# Edmond Goblot
Edmond Léonce Laurent Goblot, född 1858, död 1935, var en fransk filosof.
Goblot, som var professor först i Caen och därefter i Lyon, försökte förbinda positivismen med idealismen. Han avböjde visserligen metafysiken och bestämde filosofin som en positiv vetenskap men betonade samtidigt, att allt vetenskapligt framåtskridande består i en fortgång från empirism till rationalism. 
Enligt Goblot måste erfarenheten nämligen tydas med hjälp av förnuftsslut, vilka leder till nya sanningar, som tidigare ej var inneburna i förutsättningarna. Därmed blir förnuftet en skapande princip. Bland Goblots arbeten märks Essai sur la classification des sciences (1898), Traité de logique (1918) och Le système des sciences (1922).